# Penosiños (Gomesende)
Penosiños (llamada oficialmente San Salvador de Penosiños) es una parroquia del municipio español de Gomesende, en la provincia de Orense, Galicia.

## Organización territorial
La parroquia está formada por una entidad de población:
- Fonteblanca

## Demografía
Gráfica demográfica del lugar de Fontebranca y la parroquia de Penosiños según el INE español:
| Gráfica de evolución demográfica de Penosiños entre 2000 y 2022 |
|                                                                 |
| Datos según el nomenclátor publicado por el INE.                |